# 公害等調整委員会
公害等調整委員会（こうがいとうちょうせいいいんかい、英語：Environmental Dispute Coordination Commission）は、日本の総務省の外局の一つで、公害等調整委員会設置法に基づき、1972年（昭和47年）に土地調整委員会と中央公害審査委員会が統合する形で設置された 行政委員会である。

## 概要
この委員会は、
1. 公害紛争について、あっせん、調停、仲裁及び裁定を行い、その迅速かつ適正な解決を図ること
2. 鉱業、採石業又は砂利採取業と一般公益との調整をはかること

を目的としている。

## 沿革
- 1951年1月31日:総理府の外局として、土地調整委員会が発足する。
- 1970年11月1日:総理府の機関として、中央公害審査委員会が発足する。
- 1972年7月1日:総理府の外局として、公害等調整委員会が発足する（土地調整委員会及び中央公害審査委員会を廃止統合）。
- 2001年1月6日:中央省庁再編に伴い、総務省の外局となる。

## 内部組織
- 公害等調整委員会
  - 委員長（両議院の同意を得て内閣総理大臣が任命。任期5年、再任可）
  - 委員6人（うち3人は非常勤。いずれも両議院の同意を得て内閣総理大臣が任命。任期5年、再任可）
  - 専門委員30人以内（非常勤。総務大臣が任命。専門事項調査終了時に解任）
- 事務局
  - 事務局長
  - 次長
  - 総務課
    - 調査官2人

  - 審査官9人

## 委員長及び委員
2022年7月1日現在、委員会の構成は以下のとおり。
|                 | 氏名     | 任命年月日   | 経歴等                                       |
| --------------- | -------- | ------------ | -------------------------------------------- |
| 委員長          | 永野厚郎 | 2022年7月1日 | 元名古屋高等裁判所長官                       |
| 委員            | 上家和子 | 2022年7月1日 | 医師、元日本医師会総合政策研究機構主席研究員 |
| 委員            | 都築政則 | 2020年7月1日 | 元東京高等裁判所判事                         |
| 委員            | 若生俊彦 | 2021年7月1日 | 元総務審議官                                 |
| 委員 （非常勤） | 野中智子 | 2020年7月1日 | 弁護士、元司法研修所教官                     |
| 委員 （非常勤） | 加藤一実 | 2022年7月1日 | 産業技術総合研究所フェロー                   |
| 委員 （非常勤） | 大橋洋一 | 2021年7月1日 | 学習院大学専門職大学院法務研究科教授         |

## 歴代委員長
- 退任日に付した（願）は依願退任、（改）は組織改廃による自動的退任、付していないものは任期満了。
- 委員長代理の在任期間は「委員長代理の指定を受けていた全期間」ではなく実際に委員長の職務を行った期間を記載する。

| 代                       | 氏名                 | 在任期間                             | 備考                         |
| 土地調整委員会委員長     | 土地調整委員会委員長 | 土地調整委員会委員長                 | 土地調整委員会委員長         |
| ------------------------ | -------------------- | ------------------------------------ | ---------------------------- |
| 1                        | 我妻榮               | 1951年1月31日 - 1956年1月30日        |                              |
| -                        | 諸橋襄               | （1956年1月31日 - 1956年5月21日）    | 委員長代理                   |
| 2                        | 大池眞               | 1956年5月21日 - 1961年5月20日        |                              |
| 3                        | 大池眞               | 1961年5月21日 - 1962年12月31日（願） |                              |
| -                        | 黒河内透             | （1962年12月31日 - 1963年2月6日）    | 委員長代理                   |
| -                        | 山崎丹照             | （1963年2月7日 - 1963年2月27日）     | 委員長代理                   |
| 4                        | 黒河内透             | 1963年2月27日 - 1966年5月20日        |                              |
| -                        | 谷口寛               | （1966年5月23日 - 1966年5月27日）    | 委員長代理                   |
| 5                        | 黒河内透             | 1966年5月27日 - 1969年3月31日（願）  |                              |
| -                        | 谷口寛               | （1969年3月31日 - 1969年5月10日）    | 委員長代理                   |
| 6                        | 谷口寛               | 1969年5月10日 - 1971年5月26日        |                              |
| 7                        | 谷口寛               | 1971年5月27日 - 1972年6月30日（改）  |                              |
| 中央公害審査委員会委員長 |                      |                                      |                              |
| 1                        | 小澤文雄             | 1970年11月1日 - 1972年6月30日（改）  | 任期3年 元仙台高等裁判所長官 |
| 公害等調整委員会委員長   |                      |                                      |                              |
| 1                        | 小澤文雄             | 1972年7月1日 - 1977年6月30日         | （前掲）                     |
| 2                        | 小澤文雄             | 1977年7月1日 - 1979年7月2日（願）    | （前掲）                     |
| 3                        | 青木義人             | 1979年7月2日 - 1982年6月30日         | 元仙台高等裁判所長官         |
| 4                        | 青木義人             | 1982年7月1日 - 1984年6月30日（願）   | 元仙台高等裁判所長官         |
| 5                        | 大塚正夫             | 1984年7月1日 - 1987年6月30日         | 元東京高等裁判所長官         |
| 6                        | 勝見嘉美             | 1987年7月1日 - 1992年6月30日         | 元名古屋高等裁判所長官       |
| 7                        | 西山俊彦             | 1992年7月1日 - 1997年6月30日         | 元高松高等裁判所長官         |
| 8                        | 川崎義徳             | 1997年7月1日 - 2002年6月30日         | 元東京高等裁判所長官         |
| 9                        | 加藤和夫             | 2002年7月1日 - 2007年6月30日         | 元札幌高等裁判所長官         |
| 10                       | 大内捷司             | 2007年7月1日 - 2012年6月30日         | 元札幌高等裁判所長官         |
| 11                       | 富越和厚             | 2012年7月1日 - 2017年6月30日         | 元東京高等裁判所長官         |
| 12                       | 荒井勉               | 2017年7月1日 - 2022年6月30日         | 元福岡高等裁判所長官         |
| 13                       | 永野厚郎             | 2022年7月1日 -                       | 元名古屋高等裁判所長官       |

## 所管法人・財政・職員
総務省の該当の項を参照